# Pfäffikersee
Pfäffikersee är en sjö i Schweiz. Den ligger i den nordöstra delen av landet, 110 km öster om huvudstaden Bern. Pfäffikersee ligger 534 meter över havet. Arean är 2,9 kvadratkilometer. Den sträcker sig 2,6 kilometer i nord-sydlig riktning, och 1,9 kilometer i öst-västlig riktning.
Följande samhällen ligger vid Pfäffikersee:
- Pfäffikon
- Seegräben

Omgivningarna runt Pfäffikersee är en mosaik av jordbruksmark och naturlig växtlighet. Runt Pfäffikersee är det ganska tätbefolkat, med 207 invånare per kvadratkilometer.